# Cal Bondéu
Cal Bondéu és una masia situada al municipi de Clariana de Cardener, a la comarca catalana del Solsonès. Forma part de l'entitat de població de Sant Just i Joval, i l'antiguitat de l'edificació és del segle xix.
És una construcció senzilla de pera i teula; de paredat, alguna obertura i cantonada de carreus i coberta a dues aigües.
La masia es troba a 489 m d'altitud, a tocar del riu Negre. Es situa sobre un camp de conreu envoltat de bosc de pinedes mixtes de pi blanc i pinassa i a la part sud per vegetació de ribera que es troba al curs del riu Negre.